# Torsten Hägerstrand
Stig Torsten Erik Hägerstrand, född 11 oktober 1916 i Moheda församling, Kronobergs län, död 3 maj 2004 i Lunds Allhelgonaförsamling, var en svensk geograf. 
Han var professor i kulturgeografi vid Lunds universitet 1957–1971 och i kulturgeografisk process- och systemanalys vid Humanistisk-samhällsvetenskapliga forskningsrådet 1971–1982. 

## Biografi
Hägerstrand blev känd för banbrytande forskning om innovationsspridning och lanserade i början av 1970-talet tidsgeografi som forskningsämne. Hans doktorsavhandling vid Lunds universitet, Innovationsförloppet ur korologisk synpunkt (1953), räknas som ett klassiskt verk bland geografer. Hägerstrand började tidigt använda sig av datorer och koordinatsatta data och var med om att skapa grunden för det som kallas för geografiska informationssystem – GIS. Han introducerade även en ny form av visualiseringsteknik för spatial-temporal information, en så kallad rymd-tidskub.
Hägerstrand tilldelades 1994 Ingenjörsvetenskapsakademiens stora guldmedalj "för hans stora insatser som teknikfilosof och en av vårt lands ledande samhällsforskare". Han blev ledamot av Ingenjörsvetenskapsakademien 1969 och av Vetenskapsakademien 1971.
Hägerstrand är en av Sveriges internationellt mest kända kulturgeografer. Han är begravd på Norra kyrkogården i Lund.